# باري كونينغهام
باري كونينغهام (بالإنجليزية: Barry Cunningham)‏ هو فلاح وفلاح وسياسي أسترالي، ولد في 26 أكتوبر 1939 في أستراليا، وتوفي في 12 سبتمبر 2018 في أستراليا. حزبياً، نشط في حزب العمال الأسترالي. وقد انتخب Whip (politics) ‏ (1987 – 1990) وانتخب عضو مجلس النواب الأسترالي عن دائرة Division of McMillan ‏ (3 مارس 1993 – 2 مارس 1996) وانتخب عضو مجلس النواب الأسترالي عن دائرة Division of McMillan ‏ (18 أكتوبر 1980 – 24 مارس 1990).